# صفيف مسح إلكتروني نشط

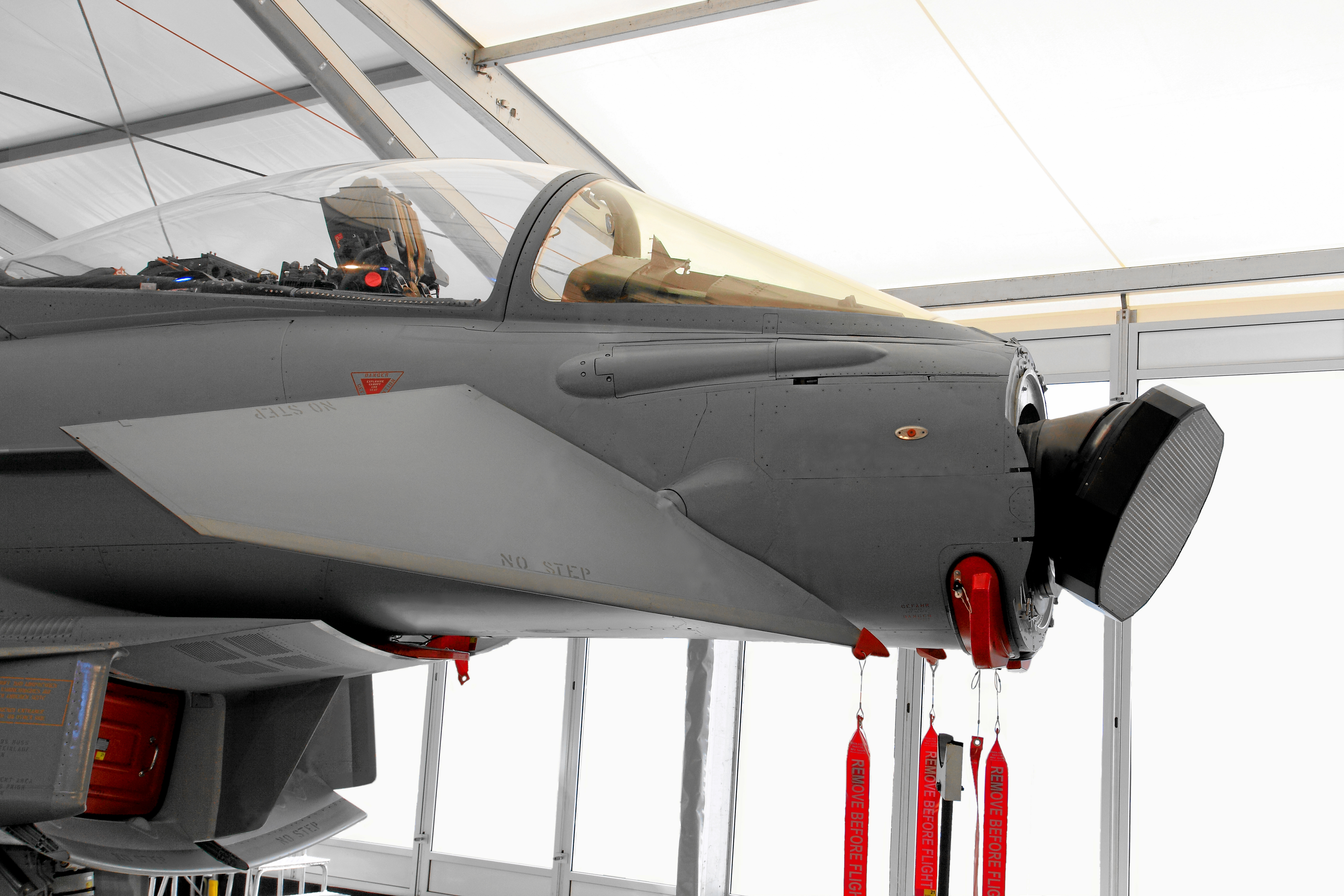
مصفوفة مسح إلكتروني نشط لمقاتلة يورو تايفون.

صفيف المسح الإلكتروني النشط أو مصفوفة المسح الإلكتروني النشط وتعرف كذلك برادار مصفوفة الطور النشط هي نوع من الرادارات ذات المصفوفة الطورية التي يتكون عنصرا الإرسال والاستقبال فيها من عدد من وحدات إرسال/استقبال جامدة صغيرة. تصوب رادارات مصفوفات المسح الإلكتروني النشط أشعتها ببث موجات راديو متفرقة من كل وحدة، وتتداخل هذه الموجات تداخلًا بناءً عند زوايا معينة أمام الهوائي. تتميز رادارات المسح الإلكتروني النشط المتقدمة عن سالفتها مصفوفات المسح الإلكتروني السلبي بنشر إشارتها على نطاق من الترددات، وهو ما يُصعِّب تمييزها عن الضوضاء فتتمكن الطائرات والسفن من بث إشارات رادار قوية مع المحافظة على تخفيها.
تتميز رادارات صفائف المسح الإلكتروني النشط بالقدرة على توليد شعاع مركز تنخفض فيه الفصوص الجانبية، وهو ما يساهم في توفير احتمال اعتراض منخفض للرادار، إذ تستشعر مستقبلات إنذار الرادار الفصوص الجانبية للشعاع الراداري. وتتميز صفائف المسح النشط أيضًا عن هوائيات التوجيه الميكانيكي وهوائيات صفائف المسح الإلكتروني السلبي بدرجة أعلى من الاعتمادية، فالهوائيات ذات التوجيه الميكانيكي معرضة لأعطال كثيرة في أجزائها الميكانيكية ويجمعها مع صفائف المسح الإلكتروني السلبي وجود نقاط فريدة للأعطال مثل أنابيب الموجة الراحلة والمضخمات عالية القدرة وغيرها، فيما يمكن لصفائف المسح الإلكتروني النشط أن تستمر في العمل، فقط بأداء أقل، إذا تعرضت وحدة أو عدد من وحدات الإرسال/الاستقبال فيها لأعطال. ولأنه يمكن التحكم في طور وتردد كل إشارة منبعثة من وحدات الإرسال/الاستقبال، يمكن استخدام صفائف المسح الإلكتروني النشط في تنفيذ عدة مهام في نفس الوقت، مثل الرصد والتتبع ونقل البيانات ومراقبة الطقس.
في إطار مشروع تطوير مقاتلة الجيل الخامس في كوريا الجنوبية، سعت كوريا إلى استيراد عدة تقنيات من الولايات المتحدة كان من بينها تقنية صفيف المسح الإلكتروني النشط، لكن الولايات المتحدة رفضت مشاركة هذه التقنية مع الجانب الكوري.

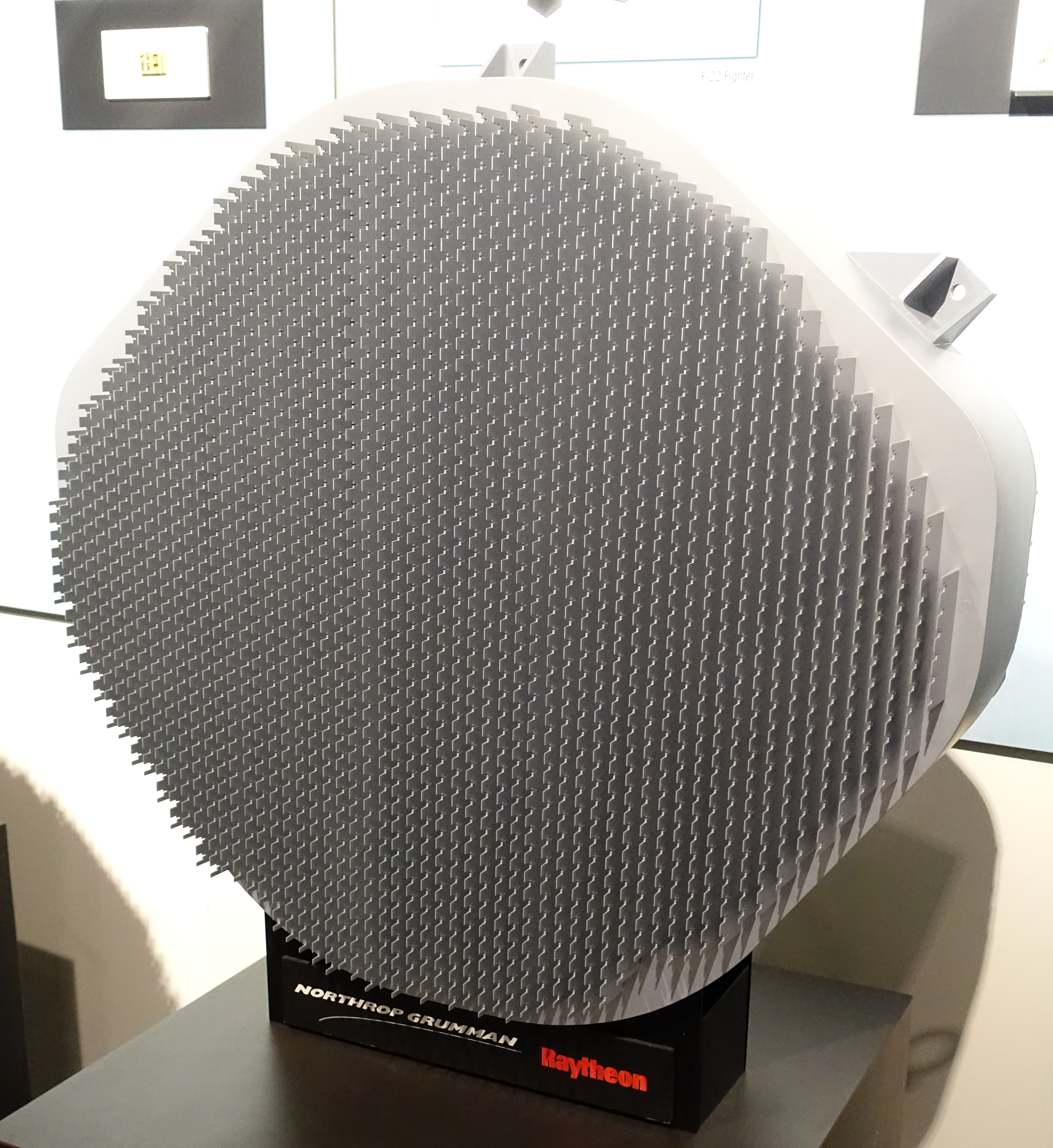
مصفوفة مسح إلكتروني نشط لمقاتلة رابتور إف-٢٢.

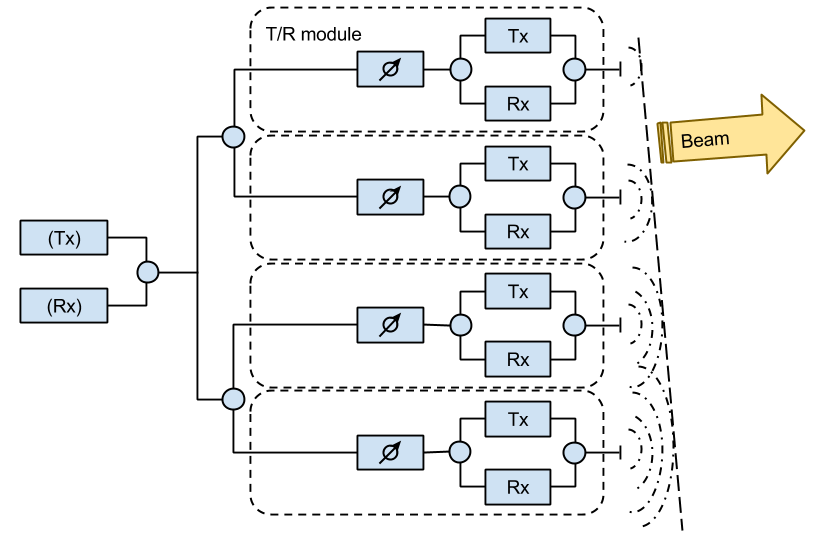
مخطط لهوائي مصفوفة المسح الإلكتروني النشط

## بعض منظومات صفيف المسح الإلكتروني النشط

### أنظمة محمولة جوًّا
نورثروب جرومان
- رادار AN/APG-77 بالمقاتلة إف-22 رابتور
- رادار AN/APG-81 بالمقاتلة إف-35

رايثيون
- مجموعة رادارات AN/APG-63 radar family بالمقاتلة إف/إيه-18إي/إف سوبر هورنت

تاليس
- رادار RBE2 بالمقاتلة رافال

### أنظمة السطح (برية وبحرية)
تاليس رايثيون سيستمز
- رادار Ground Master 400